# Philippe de Gaulle
Philippe de Gaulle, (París, 28 de desembre de 1921 - 13 de març de 2024), fou un oficial general de la marina francesa, artista i polític.
Fill d'Yvonne de Gaulle i del general Charles de Gaulle, es formà a l'Acadèmia Naval (promoció de 1940), format en aeronàutica naval, va acabar la seva carrera militar el 1982 amb el grau i la designació d'almirall. Va ser senador de París del 1986 al 2004. Va morir de vellesa a l'Hôtel des Invalides de París als 102 anys, la nit del 12 al 13 de març de 2024.

## Biografia

### Infantesa
Philippe Henri Xavier Antoine de Gaulle va néixer el 28 de desembre de 1921, essent fill del capità d'infanteria i cavaller de la Legió d'Honor Charles de Gaulle i d'Yvonne Vendroux. Va ser batejat el 8 de gener de 1922 a l'església de Saint-François-Xavier. La seva padrina fou Marguerite Vendroux, la seva àvia materna i com a padrí, l'oncle patern, Xavier de Gaulle.
De petit, va seguir els seus pares a Alemanya i al Líban, seguint els encàrrecs del seu pare, i va estudiar al col·legi Saint-Nicolas de París. Molt aviat va reconèixer la seva vocació de mariner. Va ser criat seguint els principis de l'educació de l'època: “A casa, mai no parlàvem de diners... Un dia, em vaig atrevir a preguntar a taula: “Quant guanya el pare?”.» Devia tenir vuit o deu anys. De seguida em van dir: “No parlem de diners a taula, i en tot cas, els nens no en tenen res a dir perquè, si no en guanyen, no els toca”. El capità Jules Richard (1867-1933), oncle i padrí del casament d'Yvonne de Gaulle, li va donar un gust per la marina francesa. Jules Richard el va presentar a Albert Roussel per a les classes de música, i a Gervèse per a les classes de dibuix i pintura.

### Estudis
Philippe de Gaulle estudià al collège Stanislas. Va obtenir el batxillerat en filosofia i el batxillerat en matemàtiques elementals l'any 1939. El seu pare volia que estudiés dret per tal d'entrar a la carrera diplomàtica. Assistí a les classes preparatòries de l'Escola Naval del Col·legi Stanislas. Va seguir una preparació militar superior i una preparació bàsica per a tancs de la qual es va graduar com a sergent cap de reserva i titular del certificat de conducció de tancs. Al mateix temps va cursar els cursos de René Capitant, Henri Lévy-Bruhl, Henri Mazeaud, Charles Rist i Marcel Waline a la Facultat de Dret de París i els d'André Siegfried i Wilfrid Baumgartner a l'École libre de ciències polítiques. Obtingué tres títols de llicenciat en dret. L'examen d'accés a l'escola naval de 1940 va ser interromput per l'avanç dels alemanys a França i, per tant, no va ser validat.

## Carrera militar

### Segona Guerra Mundial

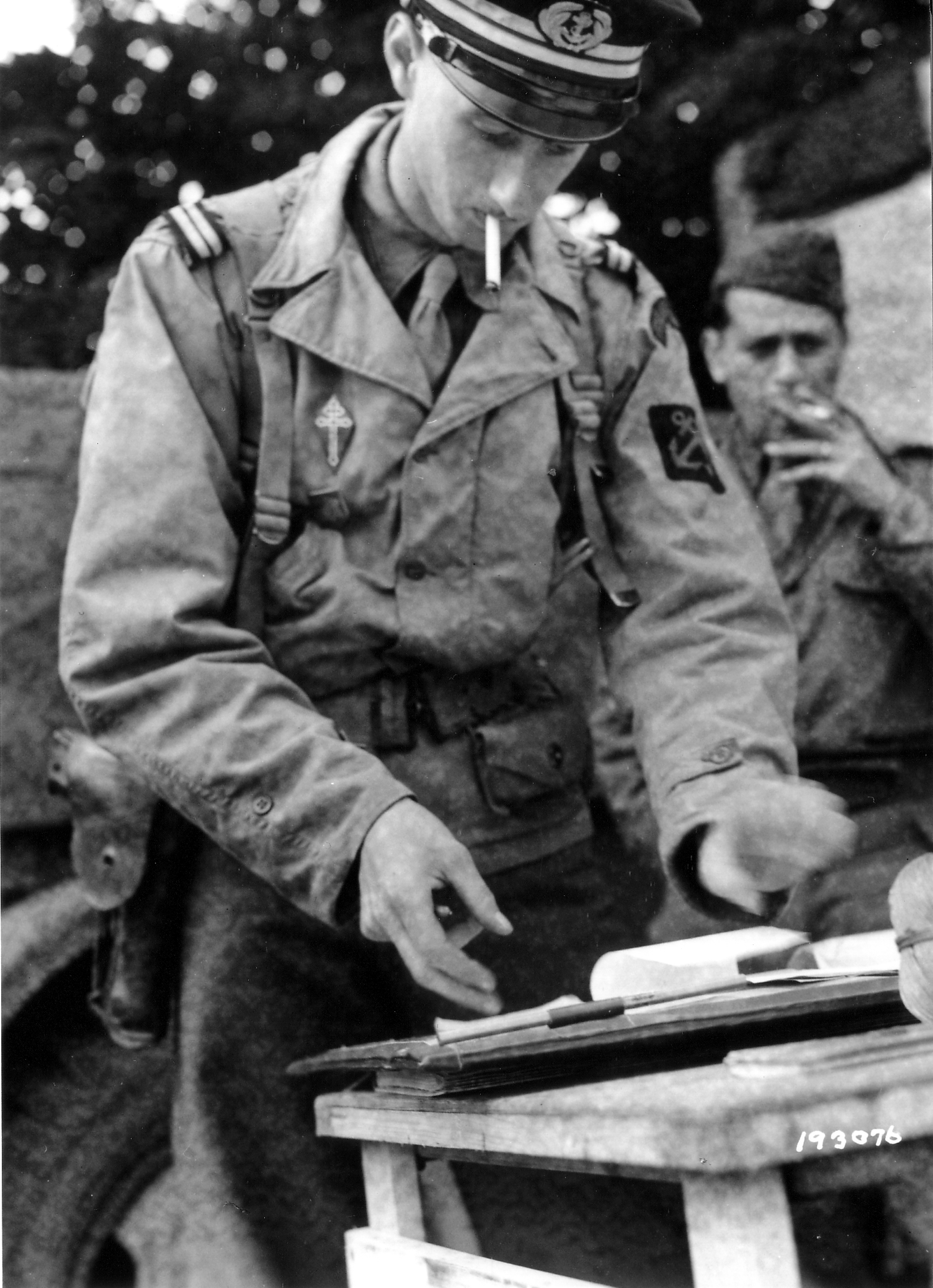
Philippe de Gaulle durant la Segona Guerra Mundial

Va sortir de Brest el 18 de juny de 1940 a bord d'un vaixell de càrrega amb la seva família. No va escoltar la crida del 18 de juny presentada pel seu pare, però se'n va assabentar l'endemà a la seva arribada a Falmouth a la Gran Bretanya.
El 20 de juny s'incorporà a les Forces Navals Franceses Lliures (FNFL). Va servir com a mariner no qualificat i com a bomber auxiliar a Londres durant la batalla d'Anglaterra. Havent estat acceptat com a estudiant a l'examen d'accés a l'Escola Naval, promoció de 1940, va embarcar al cuirassat Courbet del 18 de juliol de 1940 al 25 d'agost de 1940 a Portsmouth. Es va graduar com a guardiamarina de la Marina a l'examen de sortida el 25 d'agost de 19407. Amb altres estudiants, va ser assignat a la defensa contraaèria (DCA) i va seguir sis mesos de cursos inclòs un mes d'entrenament militar al campament britànic de Camberley del 25 d'agost de 1940 al 25 de setembre de 1940, després cinc mesos a bord del President Théodore Tissier a Portsmouth del 25 de setembre de 1940 al 25 de febrer de 1941. Després d'haver participat en nombrosos viatges marítims per les costes angleses a bord de les goletes Belle Poule i Étoile, annexos de l'Acadèmia Naval, va ser admès el 20 d'agost de 1941 per participar en diversos cursos d'armes a escoles britàniques entre les quals el Royal Naval College de Dartmouth. Va ser ascendit a ensenya de 2a classe el 20 d'agost de 1941.
Philippe de Gaulle va formar part del grup de caça Ille-de-France format per elements de l'Aviació Naval i la Força Aèria fins a finals de 1941. És traslladat al Junon. El 24 de desembre de 1941 va participar en la concentració de Saint-Pierre-et-Miquelon a França Lliure a la corbeta Alysse. Va participar en combois àrtics, inclòs el comboi PQ 15 a la Minerve. Va participar a Aconit el 5 d'abril de 1942 en l'operació Myrmidon, un intent fallit d'aterratge a Baiona. Embarcat a la corbeta Roselys, d'abril a juliol de 1942 (batalla de l'Atlàntic), va participar el 19 d'agost de 1942 a l'operació Jubileu a Dieppe dins del comando Kieffer. Va ser ascendit a ensenya de 1a classe el 20 d'agost de 1942. Va pujar a bord del Leopard, Le Triomphant, La Combattante i Le Rubis. El desembre de 1942, va ser un dels pilots enviats al portaavions britànic HMS Indomitable.Formà part de la Flotilla 6F, una formació d'hidroavions Catalina, formada als Estats Units el 1943 i estacionada al Marroc durant guerra antisubmarina. Va ser traslladat successivament a La Melpomène, Savorgnan de Brazza, Curie, Doris, Vikings, Chevreuil, Belfort, Diligente, La Moqueuse, Comandant Duboc i Comandant Dominé.

## Vida privada
El 30 de desembre de 1947, Philippe de Gaulle es va casar a Poncin (Ain) amb Henriette de Montalembert de Cers (1929-2014), de la família Montalembert i fillola del comte de París. El matrimoni religiós va ser beneït per l'almirall i carmelita descalç Georges Thierry d'Argenlieu (pare Lluís de la Trinitat) a la capella de Château d'Épierre a Cerdon el 31 de desembre de 1947.
La parella va tenir quatre fills i, al novembre de 2020, sis néts i dos besnéts:
- Charles de Gaulle (Dijon, 25 de setembre de 1948), advocat de negocis, primer diputat europeu sota les etiquetes UDF i RPR, es va afiliar al Front Nacional el maig de 199981;
- Yves de Gaulle (Rabat al Marroc, 1 de setembre de 1951), enarca, secretari general de GDF-SUEZ, conseller d'estat82;
- Jean de Gaulle (Bourg-en-Bresse, 13 de juny de 1953), antic diputat de Deux-Sèvres i París (1986-2007, va dimitir), va ser nomenat assessor principal del Tribunal de Comptes;
- Pierre de Gaulle (Suresnes, 20 de juny de 1963).

Tot i que Philippe de Gaulle es va unir al seu pare l'endemà de la seva famosa crida, el 19 de juny, sense haver-la sentit, mai fou nomenat membre de l'Orde de l'Alliberament i és Hubert Germain, mort l'octubre de 2021, qui serà considerat per la Història com a darrer representant dels companys de l'Alliberament.
S'allotja a l'EHPAD “Les Bords de Seine” a Neuilly-sur-Seine. Però arran de l'escàndol de la revelació pública de les disfuncions que afectaven aquest establiment, es va incorporar a l'hospital militar dels Invàlids, convertint-se en el seu resident més antic i il·lustre. És allà on va morir la nit del 12 al 13 de març de 2024 a l'edat de 102 anys.